# Німчук Іван Кузьмович
Іван Кузьмович Німчук (12 лютого 1891, Джурин — 1 травня 1956, Едмонтон, Канада) — український громадський діяч в Галичині, редактор низки українськомовних видань. Доктор філології (1924 р.), дійсний член НТШ.

## Життєпис
Навчався у гімназіях міст Бучач (закінчив Бучацьку державну гімназію), Станиславова, у Львівському університеті (1911—1914), здобув докторат із філософії у Віденському університеті (1924). Від 1925 року мешкав у Львові.
Від 1925 року працював у львівському часописі «Діло». У 1935—1939 — головний редактор «Діла», член ЦК УНДО.
1939—1941 роки — ув'язнений більшовиками, перебував у Луб'янській тюрмі. Як пише Оля Гнатюк, його, як українського журналіста, радянська влада потрактувала необхідним заарештувати в першій хвилі, оскільки на базі редакції та друкарні «Діла» окупаційною владою планувалося відкриття редакції радянської газети з облудною назвою «Вільна Україна». Своє ув'язнення Іван Німчук описав у спогадах «595 днів совєтським в'язнем», видана 1950 року у Торонто українською та англійською мовами. Під час німецької окупації: від 1941 року — співробітник газети «Українські щоденні вісті», від 1942 року — керівник львівського відділу газети «Краківські вісті» і водночас головний редактор журналу «Наші дні». Досліджував українську військову історію та історію української преси.
Восени 1944 року виїхав до Німеччини. Редагував часописи «Вістник Апостольської Візитатури», «Християнський шлях». 1948 року емігрував до Канади. У 1949—1956 роках працює головним редактором газети «Українські вісті» в Едмонтоні.

Обкладинка книги І. Німчука «595 днів совєтським в'язнем»

Іван Німчук відійшов у засвіти 1 травня 1956 року. Похований в Едмонтоні.

## Праці
Іван Німчук є автор низки праць з української військової історії та історії української преси, серед яких:
- 1922 р. — «Українська Військова Організація у Відні в днях перевороту» (Відень);
- 1923 р. — «Українська політична еміґрація» (Відень);
- 1927 р. — «Культ полеглих героїв»;
- 1932 р. — «За Сяном: З поїздки по Лежайському деканаті»;
- 1933 р. — «Юрій Франц Кульчицький і його подвиг», «Українці і відсіч Відня 1683 р. В 250-ліття великої історичної події» (обидві — Львів).
- 1950 р. — «595 днів совєтським в'язнем» (Торонто).

## Джерело
- Боднарук І. Бучацький Парнас //  Бучач і Бучаччина. Історично-мемуарний збірник / ред. колегія Михайло Островерха та інші. — Ню Йорк — Лондон — Париж — Сидней — Торонто : НТШ, Український архів, 1972. — Т. XXVII. — С. 103.
- Мельничук Б., Яворський Г. Німчук Іван // Тернопільський енциклопедичний словник : у 4 т. / редкол.: Г. Яворський та ін. — Тернопіль : Видавничо-поліграфічний комбінат «Збруч», 2005. — Т. 2 : К — О. — С. 634. — ISBN 966-528-199-2.
- Німчук І. 595 днів совєтським в'язнеморигінал =. — Торонто : видавництво та друкарня оо. Василіян, 1950. — С. 7.